# (48909) Laurake
(48909) Laurake est un astéroïde de la ceinture principale.

## Description
(48909) Laurake est un astéroïde de la ceinture principale. Il fut découvert le 26 juin 1998 à La Silla par Eric Walter Elst. Il présente une orbite caractérisée par un demi-grand axe de 2,33 UA, une excentricité de 0,27 et une inclinaison de 2,5° par rapport à l'écliptique.

## Compléments